# 鼓楼

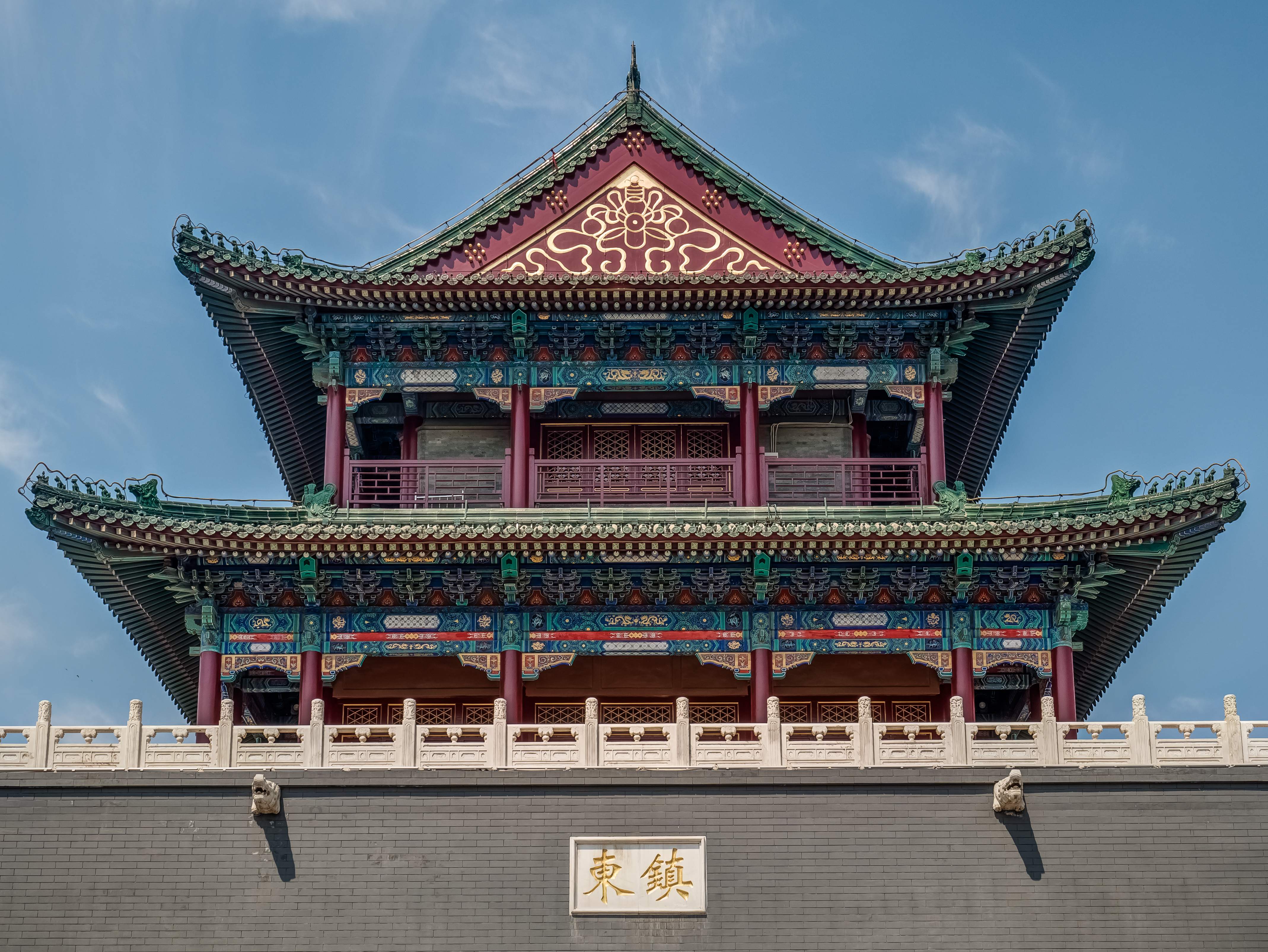
天津鼓楼

鼓楼是東亞古代城池或傳統寺庙中放置大鼓的建築，一般以「晨钟暮鼓」的方式，與鐘樓配對建設，即东面修钟楼，西面修鼓楼，两个建筑以建筑群的中轴线对立，稱為鐘鼓樓。多用以报时或庆典。

## 中國著名鼓樓
- 北京鼓楼
- 天津鼓楼
  - 蓟县鼓楼
- 福州鼓楼
- 南京鼓楼
- 西安鼓楼
- 宁波鼓楼
- 临汾鼓楼
- 大同鼓楼
- 侗寨鼓楼
- 杭州鼓楼
- 徐州鼓楼
- 淮安鼓楼